# NGC 3400
NGC 3400 est une galaxie spirale barrée située dans la constellation du Petit Lion. NGC 3400 a été découverte par l'astronome germano-britannique William Herschel en 1785.

## Caractéristiques
Sa vitesse par rapport au fond diffus cosmologique est de 1 713 ± 21 km/s, ce qui correspond à une distance de Hubble de 25,3 ± 1,8 Mpc (∼82,5 millions d'al).

## Groupe de NGC 3504
NGC 3400 fait partie du groupe de NGC 3504. Ce groupe de galaxies comprend au moins 9 galaxies : NGC 3380, NGC 3400, NGC 3414, NGC 3418, NGC 3451, NGC 3504, NGC 3512, UGC 5921 et UGC 5958. Abraham Mahtessian mentionne aussi des galaxies de ce groupe dans un article parue en 1998, mais il n'y figure que 5 galaxies, soit NGC 3380, NGC 3400, NGC 3414, NGC 3418 et NGC 3451.

### Paire de galaxies
Selon Mahtessian, NGC 3504 forme une paire de galaxie avec NGC 3512.